# Nicola Olyslagers
Nicola Olyslagers, född 28 december 1996, är en australisk friidrottare som tävlar i höjdhopp.

## Karriär
Vid olympiska sommarspelen 2020 tog Olyslagers silver i höjdhopp. Vid världsmästerskapen i friidrott 2023 tog hon brons i samma disciplin. Vid OS 2024 tog hon silver i höjdhopp.